# Ciprusi labdarúgó-bajnokság (első osztály)
Az ciprusi labdarúgó-bajnokság első osztálya (görög betűkkel Πρωτάθλημα Α' Κατηγορίας, magyar átírásban Protáthlima A’ Katigoríasz) a legmagasabb szintű, évenként megrendezésre kerülő labdarúgó-bajnokság Cipruson. Az élvonalbeli pontvadászatot 2007 óta Ciprus második legnagyobb bankja, a Marfín Laikí Bank támogatja, így jelenlegi hivatalos neve Protáthlima Marfín Laikí (görög betűkkel: Πρωτάθλημα Μαρφίν Λαϊκή).

## A bajnokság rendszere
Jelenleg 14 csapatból áll a ciprusi labdarúgó-bajnokság élvonala. A csapatok a hagyományos őszi–tavaszi lebonyolításban, körmérkőzéses rendszerben mérkőznek meg egymással. Minden csapat minden csapattal kétszer játszik, egyszer hazai pályán, egyszer pedig az ellenfél pályáján.
A 2007–2008-as szezonban vezették be a második kört. Az alapszakasz 26 fordulóját követően az első tizenkét helyen végzett csapat az úgynevezett helyosztói rájátszásba kerül, négycsapatos csoportokra bontva. A csoportok beosztását az alapszakasz végeredményéből képzik. A helyosztón újra körmérkőzéses, oda-visszavágós rendszerben mérkőznek meg a csapatok egymással, az itt elért eredmények hozzáadódnak az alapszakaszbeli pontokhoz. Az alapszakasz utolsó két helyén végzett csapata kiesik a másodosztályba.
A ciprusi bajnokságban 3 pont jár a győzelemért, és 1 a döntetlenért, míg a vereségért nem járt pont. Ezt a rendszert 1992-ben vezették be, előtte 2 pont járt egy-egy győzelemért. A csapatokat a mérkőzéseiken elért eredményeik összpontszáma alapján rangsorolják. Amennyiben ez egyenlő, úgy sorban az egymás elleni eredményeket, majd a gólkülönbséget, végül a több lőtt gólt veszik figyelembe. Amennyiben két csapat minden rangsorolási kritérium szerint egyenlő eredménnyel végez, úgy a bajnokságot ugyanazon a helyen fejezik be. Amennyiben két csapat rangsorolási kritériuma a bajnoki címet, osztályozót, vagy európaikupa-szereplést jelentő pozícióban egyenlő, úgy oda-visszavágós helyosztó-mérkőzést rendeznek, erre azonban még nem volt példa.
Az első bajnoki idénytől egészen a 2005–2006-os szezonig egyenlő összpontszám esetén a gólkülönbséget vették először figyelembe, azaz a „hagyományos” rangsorolási követelményrendszert alkalmazták. A bajnokság végén az első helyezett csapat lett a ciprusi bajnok, míg az utolsó három helyezett csapat esett ki a másodosztályba, míg a másodosztály legjobb három csapata jutott fel az élvonalba.
A ciprusi bajnok szerez jogot az Bajnokok Ligája-szereplésre és már az első selejtezőkörben csatlakozik. A ciprusikupa-győztes és a bajnokság ezüstérmese automatikusan az Európa-liga második selejtezőkörébe nyer besorolást, míg a bajnoki bronzérmes az Európa-liga első selejtezőkörében kezdi meg szereplését. Amennyiben a bajnokcsapat és a ciprusi kupagyőztes ugyanaz a csapat, úgy a kupadöntőt elvesztő csapat indulhat az Európa-ligában. Amennyiben a kupadöntőt elvesztő csapat a bajnokságban olyan pozíciót ért el, amely automatikusan európai kupaszereplésre jogosítaná, úgy a bajnokság negyedik helyezettje indulhat.

## Korábbi bajnokcsapatok
| Szezon    | Bajnokcsapat                                   |
| --------- | ---------------------------------------------- |
| 1934–1935 | Traszt                                         |
| 1935–1936 | APÓEL                                          |
| 1936–1937 | APÓEL                                          |
| 1937–1938 | APÓEL                                          |
| 1938–1939 | APÓEL                                          |
| 1939–1940 | APÓEL                                          |
| 1940–1941 | AÉL                                            |
| 1941–1944 | a második világháború miatt nem rendezték meg. |
| 1944–1945 | ÉPA                                            |
| 1945–1946 | ÉPA                                            |
| 1946–1947 | APÓEL                                          |
| 1947–1948 | APÓEL                                          |
| 1948–1949 | APÓEL                                          |
| 1949–1950 | Anórthoszisz                                   |
| 1950–1951 | Çetinkaya                                      |
| 1951–1952 | APÓEL                                          |
| 1952–1953 | AÉL                                            |
| 1953–1954 | Pezoporikósz                                   |
| 1954–1955 | AÉL                                            |
| 1955–1956 | AÉL                                            |
| 1956–1957 | Anórthoszisz                                   |
| 1957–1958 | Anórthoszisz                                   |
| 1958–1959 | nem rendeztek                                  |
| 1959–1960 | Anórthoszisz                                   |
| 1960–1961 | Omónia                                         |
| 1961–1962 | Anórthoszisz                                   |
| 1962–1963 | Anórthoszisz                                   |
| 1963–1964 | a bajnokság félbeszakadt                       |
| 1964–1965 | APÓEL                                          |
| 1965–1966 | Omónia                                         |
| 1966–1967 | Olimbiakósz Lefkoszíasz                        |
| 1967–1968 | AÉL                                            |
| 1968–1969 | Olimbiakósz Lefkoszíasz                        |
| 1969–1970 | ÉPA                                            |
| 1970–1971 | Olimbiakósz Lefkoszíasz                        |
| 1971–1972 | Omónia                                         |
| 1972–1973 | APÓEL                                          |
| 1973–1974 | Omónia                                         |
| 1974–1975 | Omónia                                         |
| 1975–1976 | Omónia                                         |
| 1976–1977 | Omónia                                         |
| 1977–1978 | Omónia                                         |
| 1978–1979 | Omónia                                         |
| 1979–1980 | APÓEL                                          |
| 1980–1981 | Omónia                                         |
| 1981–1982 | Omónia                                         |
| 1982–1983 | Omónia                                         |
| 1983–1984 | Omónia                                         |
| 1984–1985 | Omónia                                         |
| 1985–1986 | APÓEL                                          |
| 1986–1987 | Omónia                                         |
| 1987–1988 | Pezoporikósz                                   |
| 1988–1989 | Omónia                                         |
| 1989–1990 | APÓEL                                          |
| 1990–1991 | Apóllon Lemeszú                                |
| 1991–1992 | APÓEL                                          |
| 1992–1993 | Omónia                                         |
| 1993–1994 | Apóllon Lemeszú                                |
| 1994–1995 | Anórthoszisz                                   |
| 1995–1996 | APÓEL                                          |
| 1996–1997 | Anórthoszisz                                   |
| 1997–1998 | Anórthoszisz                                   |
| 1998–1999 | Anórthoszisz                                   |
| 1999–2000 | Anórthoszisz                                   |
| 2000–2001 | Omónia                                         |
| 2001–2002 | APÓEL                                          |
| 2002–2003 | Omónia                                         |
| 2003–2004 | APÓEL                                          |
| 2004–2005 | Anórthoszisz                                   |
| 2005–2006 | Apóllon Lemeszú                                |
| 2006–2007 | APÓEL                                          |
| 2007–2008 | Anórthoszisz                                   |
| 2008–2009 | APÓEL                                          |
| 2009–2010 | Omónia                                         |
| 2010–2011 | APÓEL                                          |
| 2011–2012 | AÉL                                            |
| 2012–2013 | APÓEL                                          |
| 2013–2014 | APÓEL                                          |
| 2014–2015 | APÓEL                                          |
| 2015–2016 | APÓEL                                          |
| 2016–2017 | APÓEL                                          |
| 2017–2018 | APÓEL                                          |
| 2018–2019 | APÓEL                                          |
| 2019–2020 | Törölték a Covid19-pandémia miatt.             |
| 2020–2021 | Omónia                                         |
| 2021–2022 | Apóllon Lemeszú                                |
| 2022–2023 | Árisz Lemeszú                                  |
| 2023–2024 | APÓEL                                          |
| 2024–2025 | Páfosz                                         |

### Örökmérleg klubok szerint
| Csapat                  | Bajnoki címek | Győztes szezonok |
| ----------------------- | ------------- | --- |
| APÓEL                   | 29            | 1936, 1937, 1938, 1939, 1940, 1947, 1948, 1949, 1952, 1965, 1973, 1980, 1986, 1990, 1992, 1996, 2002, 2004, 2007, 2009, 2011, 2013, 2014, 2015, 2016, 2017, 2018, 2019, 2024 |
| Omónia                  | 21            | 1961, 1966, 1972, 1974, 1975, 1976, 1977, 1978, 1979, 1981, 1982, 1983, 1984, 1985, 1987, 1989, 1993, 2001, 2003, 2010, 2021                                                 |
| Anórthoszisz            | 13            | 1950, 1957, 1958, 1960, 1962, 1963, 1995, 1997, 1998, 1999, 2000, 2005, 2008                                                                                                 |
| AÉL                     | 6             | 1941, 1953, 1955, 1956, 1968 |
| Apóllon Lemeszú         | 4             | 1991, 1994, 2006, 2022 |
| Olimbiakósz Lefkoszíasz | 3             | 1967, 1969, 1971 |
| ÉPA                     | 3             | 1945, 1946, 1970 |
| Pezoporikósz            | 2             | 1954, 1988 |
| Traszt                  | 1             | 1935 |
| Árisz Lemeszú           | 1             | 2023 |
| Çetinkaya               | 1             | 1951 |
| Páfosz                  | 1             | 2025 |

## A ciprusi élvonalban dolgozó híres vezetőedzők
| - Juan Ramón Rocha - Kurt Jara - Rolf Fringer - Helmut Senekowitsch - Stéphane Demol - Nenad Starovlah - Nedim Tutić - Eduard Eranoszjan - Hriszto Bonev - Georgi Vaszilev - Aszparuh Nikodimov - Dušan Uhrin - František Cipro - Svatopluk Pluskal - Stuart Baxter - Jesse Carver - Alan Dicks - Neil Franklin - Mike Ferguson - Martti Kuusela - Temuri Kecbaia | - Werner Lorant - Bernd Stange - Thomas von Heesen - Thomas Doll - Marínosz Uzunídisz - Níkosz Aléfandosz - Alékosz Alexandrísz - Jórgosz Firósz - Tákisz Lemonísz - Jánisz Mandzurákisz - Jórgosz Paraszkósz - Zsengellér Gyula - Guttmann Béla - Ronnie Whelan - Nir Klinger - Eli Guttman - Josszi Mizráhi - Toni Szavevszki - Miodrag Božović - Arie Haan - Henk Houwaart - Gerard van der Lem | - Jerzy Engel - Janusz Wójcik - Franciszek Smuda - Jacek Gmoch - Ioan Andone - Ilie Dumitrescu - Anghel Iordănescu - Mihai Stoichiţă - Anatolij Bisovec - Peter Cormack - Ivan Jovanović - Momčilo Vukotić - Dragomir Okuka - Stanko Poklepović - Igor Netto - Dušan Galis - Jozef Jankech - Bojan Prašnikar - Oleh Protaszov - Jorge Barrios - Mike Walker |

## Külső hivatkozások
- A ciprusi és görög labdarúgó-bajnokságok történelme és eredményei az e-soccer.gr-en (görögül)
- A ciprusi labdarúgó-bajnokság élvonalának eredményei az rsssf.com-on (angolul)